# Monastero di Santa Caterina Vecchia
Il monastero di Santa Caterina Vecchia è un ex-complesso religioso italiano ubicato a Perugia lungo la Strada Monteripido-Ponte d'Oddi.

## Storia
Il complesso è stato un antico monastero femminile, ora adibito ad uso civile, documentato dalla prima metà del XIII secolo, denominato così perché nel 1643 le monache si trasferirono in quello di Santa Caterina nuova in  Corso Garibaldi. La struttura è stata rinnovata e arricchita nei primi del XVII secolo con all'interno volte affrescate e medaglioni raffiguranti S. Benedetto, S. Scolastica e S. Caterina, dipinti da Cristoforo Roncalli detto il Pomarancio grazie alla committenza dell'Abadessa Cristina degli Oddi.